# Резников, Леонид Яковлевич
Леонид Яковлевич Ре́зников (1919—1992) — советский литературовед, писатель

, поэт, публицист, Заслуженный деятель науки Карельской АССР (1979).

## Биография
Родился в семье медицинских работников.
В 1936—1940 годах учился в Ленинградском педагогическом институте имени А. И. Герцена, после окончания оставлен в аспирантуре. В эти годы стихи, очерки, рассказы и статьи Леонида Резникова начали выходить в печати.
В июле 1941 года ушёл добровольцем на фронт, служил разведчиком, командиром разведроты, после ранений и контузии служил в армейской газете «Дорога жизни». Награждён двумя орденами Красной Звезды, медалями. Демобилизовался в 1946 году.
В 1948—1956 годах преподавал в Белорусском университете, затем в Кишинёвском университете.
В 1956—1982 годах — преподаватель кафедры русского языка Петрозаводского университета, доктор филологических наук (1965), профессор (1968). Член Союза театральных деятелей СССР с 1976 года, член Союза писателей СССР с 1977 года.
Известен как исследователь творчества Максима Горького, принимал участие в подготовке Полного собрания сочинений М. Горького (1968—1976). Леонид Яковлевич был одним из инициаторов создания Валаамского музея-заповедника.
Лауреат премии Союза журналистов Карелии имени Константина Еремеева.

## Сочинения
Автор 12 книг и более 300 статей.
- Резников Л. Я. Повесть М. Горького «Жизнь Клима Самгина»: Проблемы жанра и стиля. — Петрозаводск: Карел. кн. изд-во, 1964. — 532 с.
- Резников Л. Я. Горький и Север: Поиски. Факты. Свидетельства. Комментарии. — Петрозаводск: Карел. кн. изд-во, 1967. — 232, [32] с.
- Резников Л. Я. Гуманизм, гражданственность, мастерство: Статьи и исследования. — Петрозаводск: Карелия, 1973. — 344 с.
- Резников Л. Я. Валаам раскрывает тайны: Историко-краеведческий очерк. — Петрозаводск: Карелия, 1975. — 168, [16] с.
- Резников Л. Я. Валаам — жемчужина Ладоги / Фото В. Б. Дорожинского; Текст Л. Я. Резникова. — Петрозаводск: Карелия, 1977. — 16 с.
- Резников Л. Я. Вся жизнь: Книга стихов. — Петрозаводск: Карелия, 1982. — 104 с.
- Резников Л. Я. Нравственная и эстетическая позиция писателя: Статьи и очерки. — Петрозаводск: Карелия, 1983. — 182 с.
- Резников Л. Я. Валаам: кризис аскетизма. — Л.: Лениздат, 1986. — 144 с.
- Резников Л. Я. Сердце помнит…: Рассказы и повесть. — Петрозаводск: Карелия, 1990. — 304 с. — ISBN 5-7545-0248-6.
- Резников Л. Я. Максим Горький — известный и неизвестный. — Петрозаводск: Изд-во АО «Амитье», 1996. — 304 с. — ISBN 5-87300-019-0.